# Чемпионат России по плаванию 1999
Чемпионат России по плаванию 1999 года прошёл с 26 июня по 1 июля в СК «Олимпийский», Москва.
Соревнования являлись отборочными для чемпионат Европы в Стамбуле. Первоначально чемпионат планировалось провести в Санкт-Петербурге 11-15 августа, однако Всероссийская федерация плавания не получила гарантии организации турнира на должном уровне и перенесла чемпионат в Москву.

## Призёры

### Мужчины

#### 50 м вольный стиль
Сергей Ашихмин (Волгоградская область) — 23,05

 Алексей Павлов (Санкт-Петербург) — 23,17

 Леонид Хохлов (Санкт-Петербург — Ульяновск) — 23,64

#### 100 м вольный стиль
Дмитрий Чернышев (Омская область) — 50,78

 Сергей Ашихмин (Волгоградская область) — 50,84

 Алексей Егоров (Волгоградская область) — 51,35

#### 200 м вольный стиль
Андрей Капралов (Санкт-Петербург) — 1.50,77

 Максим Коршунов (Москва) — 1.51,51

 Алексей Егоров (Волгоградская область) — 1.52,47

#### 400 м вольный стиль
Алексей Филипец (Ростовская область) — 3.53,13

 Андрей Капралов (Санкт-Петербург) — 3.56,83

 Алексей Кралин (Ростовская область) — 3.58,49

#### 1500 м вольный стиль
Алексей Филипец (Ростовская область) — 15.21,62

 Алексей Кралин (Ростовская область) — 15.41,71

 Роман Попов (Самарская область) — 15.49,07

#### 50 м на спине
Сергей Остапчук (Волгоградская область) — 26,51

 Владислав Аминов (Красноярский край) — 26,71

 Александр Шилин (Санкт-Петербург) — 26,87

#### 100 м на спине
Сергей Остапчук (Волгоградская область) — 56,33

 Владимир Сельков (Волгоградская область) — 56,92

 Игорь Демин (ХМАО — Новосибирская область) - 57,75

#### 200 м на спине
Сергей Остапчук (Волгоградская область) — 2.00,16

 Владислав Аминов (Омская область — Красноярский край) — 2.03,38

 Андрей Космин (Нижегородская область) — 2.04,17

#### 50 м брасс
Роман Слуднов (Омская область) — 28,70

 Роман Ивановский (Волгоградская область) — 28,76

 Андрей Перминов (Кировская область — Калужская область) — 28,86

#### 100 м брасс
Роман Слуднов (Омская область) — 1.01,73

 Павел Анохин (Волгоградская область) — 1.02,79

 Андрей Иванов (Санкт-Петербург) — 1.03,40

#### 200 м брасс
Андрей Иванов (Санкт-Петербург) — 2.14,36

 Павел Анохин (Волгоградская область) — 2.15,33

 Денис Гришин (Санкт-Петербург — ХМАО) — 2.18,38

#### 50 м баттерфляй
Анатолий Поляков (Коми — Ростовская область) — 24,91

 Игорь Марченко (Санкт-Петербург) — 25,09

 Владислав Куликов (Москва) — 25,15

#### 100 м баттерфляй
Анатолий Поляков (Коми) — 53,61

 Владислав Куликов (Москва) — 53,90

 Денис Панкратов (Волгоградская область) — 54,69

#### 200 м баттерфляй
Анатолий Поляков (Коми) — 1.57,96

 Денис Панкратов (Волгоградская область) — 1.59,35

 Александр Горгураки (Самарская область) — 1.59,77

#### 200 м комплексное плавание
Максим Михайлов (Свердловская область — Самарская область) — 2.06,12

 Игорь Смирнов (Санкт-Петербург) — 2.06,31

 Алексей Веременников (Московская область) — 2.08,58

#### 400 м комплексное плавание
Сергей Прохоров (Самарская область — Ульяновская область) — 4.25,13

 Андрей Кулешов (Москва) — 4.29,13

 Алексей Веременников (Московская область) — 4.30,35

#### Эстафета 4 × 100 м вольный стиль
Санкт-Петербург (Леонид Хохлов, Алексей Павлов, Евгений Иванов, Андрей Капралов) — 3.25,31

 Волгоградская область (Роман Ивановский, Сергей Ашихмин, Степан Ганзей, Егоров, Алексей Владимирович (пловец)Алексей Егоров) — 3.25,91

 Омская область (Григорий Овчинников, Виталий Глузда, Иван Усов, Дмитрий Чернышев) — 3.26,65

#### Эстафета 4 × 200 м вольный стиль
Омская область (Владислав Аминов, Иван Усов, Виталий Глузда, Дмитрий Чернышев) — 7.36,26

 Санкт-Петербург (Дмитрий Ковалёв, Илья Асмаев, Андрей Пакин, Андрей Капралов) — 7.37,25

 Москва (Сергей Гришокин, Максим Коршунов, Сергей Бескровный, Артём Федин) — 7.37,56

#### Эстафета 4 × 100 м комбинированная
Волгоградская область Сергей Остапчук, Анохин, Денис Панкратов, Сергей Ашихмин) — 3.45,51

 Санкт-Петербург (Александр Шилин, Андрей Иванов, Игорь Марченко, Алексей Павлов) — 3.49,98

 Москва (Сергей Лавренов, Арсений Маляров, Дмитрий Мохначев, Максим Коршунов) — 3,52,60

### Женщины

#### 50 м вольный стиль
Екатерина Кибало (Краснодарский край — Ростовская область) — 26,19

 Марина Чепуркова (Москва) — 26,44

 Инна Яицкая (Самарская область — Санкт-Петербург) — 27,31

#### 100 м вольный стиль
Екатерина Кибало (Краснодарский край — Ростовская область) — 57,22

 Надежда Чемезова (Свердловская область — Самарская область) — 57,26

 Татьяна Литовченко (ХМАО — Самарская область) — 59,63

#### 200 м вольный стиль
Надежда Чемезова (Свердловская область — Самарская область) — 2.01,14

 Екатерина Кибало (Краснодарский край — Ростовская область) — 2.03,68

 Ирина Уфимцева (Новосибирская область) — 2.05,29

#### 400 м вольный стиль
Надежда Чемезова (Свердловская область — Самарская область) — 4.14,32

 Татьяна Михайлова (Москва) — 4.14,61

 Ирина Уфимцева (Новосибирская область) — 4.19,75

#### 800 м вольный стиль
Татьяна Михайлова (Москва) — 8.45,71

 Наталья Корабельникова (Москва) — 9.01,88

 Анна Акиндеева (Москва) — 9.07,52

#### 50 м на спине
Юлия Фоменко (Ростовская область) — 29,93

 Анжелика Соловьева (Волгоградская область) — 30,45

 Елена Гречушникова (Алтайский край) — 30,84

#### 100 м на спине
Юлия Фоменко (Ростовская область) — 1.03,30

 Анжела Соловьева (Волгоградская область) — 1.05,06

 Елена Гречушникова (Алтайский край) — 1 05,69

#### 200 м на спине
Елена Гречушникова (Алтайский край) — 2.19,89

 Оксана Гречишкина (Пензенская область) — 2.21,53

 Александра Романенкова (Москва) — 2.24,86

#### 50 м брасс
Елена Богомазова (Санкт-Петербург) — 33,52

 Ольга Молчанова (Москва) — 33,61

 Людмила Мамонтова (Москва) — 34,15

#### 100 м брасс
Екатерина Кормачева (Москва) — 1.11,28

 Елена Богомазова (Санкт-Петербург) — 1.12,24

 Ольга Молчанова (Москва) — 1.11,47

#### 200 м брасс
Екатерина Кормачева (Москва) — 2.30,70

 Елена Богомазова (Санкт-Петербург) — 2.34,79

 Юлия Колегова (Самарская область) — 2.36,72

#### 50 м баттерфляй
Наталья Сутягина (Пензенская область — Ростовская область) — 27,94

 Екатерина Виноградова (Москва) — 27,99

 Марина Соколова (Москва) — 28,21

#### 100 м баттерфляй
Екатерина Виноградова (Москва) — 1.00,65

 Наталья Сутягина (Пензенская область — Ростовская область) — 1.00,69

 Елена Наземнова (Пензенская область) — 1.02,58

#### 200 м баттерфляй
Наталья Сутягина (Пензенская область — Ростовская область) — 2.14,82

 Екатерина Виноградова (Москва) — 2.14,88

 Евгения Ожогина (Москва) — 2.20,27

#### 200 м комплексное плавание
Александра Зерцалова (Санкт-Петербург) — 2.20,51

 Екатерина Точеная (Волгоградская область) — 2.22,53

 Ольга Соколова (Москва) — 2.23,91

#### 400 м комплексное плавание
Александра Зерцалова (Санкт-Петербург) — 4.56,31

 Диана Чиняева (Татарстан — Ростов-на-Дону) - 4.58,93

 Лилия Виатдинова (Татарстан — Ростов-на-Дону) - 4.59,97

#### Эстафета 4 х 100 м вольный стиль
Москва (Марина Чепуркова, Екатерина Виноградова, Марина Соколова, Татьяна Михайлова) — 3.56,60

 Волгоградская область (Анжела Соловьева, Екатерина Точеная, Кристина Бузайрова, Любовь Юдина) — 3.58,24

 Санкт-Петербург (Анастасия Беседнова, Юлия Санина, Наталья Ефимцева, Инна Яицкая) — 4.01,00

#### Эстафета 4 × 200 м вольный стиль
Москва (Татьяна Михайлова, Наталья Корабельникова, Ирина Абысова, Наталья Козлова) — 8.30,51

 Волгоградская область (Кристина Гузайрова, Ольга Ботословенко, Любовь Юдина, Екатерина Точеная) — 8.41,59

 Санкт-Петербург (Ирина Конторикова, Анастасия Беседнова, Мария Белкина, Анастасия Шурупова — 8.42,86

#### Эстафета 4 × 100 м комбинированная
Москва (Людмила Мамонтова, Екатерина Кормачева, Екатерина Виноградова, Марина Чепуркова) — 4.19,00

 Санкт-Петербург (Александра Зерцалова, Елена Богомазова, Ольга Никитенкова, Инна Яицкая) — 4.24,75

 Нижегородская область (Елена Васильева, Елена Разуваева, Ольга ?, Екатерина Иноземцева) — 4.36,28